# Rocky Mountain Arsenal National Wildlife Refuge
Das Rocky Mountain Arsenal National Wildlife Refuge ist ein Nationalpark (National wildlife refuge) in den Vereinigten Staaten, der am nordöstlichen Stadtrand  von Denver im gleichnamigen County im Bundesstaat Colorado liegt und vom United States Fish and Wildlife Service geleitet wird.

## Geschichte
Erste Bewohner der Gegend waren Apachen, Ute und Comanchen, die in erster Linie von der Jagd auf Bisons lebten. Die später folgenden Siedler begannen mit der Landwirtschaft und legten Viehweiden an. Nach dem Angriff auf Pearl Harbor begann die US-Armee mit der Herstellung von chemischen Waffen auf dem Gelände und nannte das Gebiet Rocky Mountain Arsenal. Als deren Produktion am Ende des Zweiten Weltkriegs zurückging, wurde ein Teil der Anlagen an die Shell Chemical Company für die Herstellung von landwirtschaftlichen Chemikalien vermietet.
Nach der Beendigung der Chemikalienproduktion begannen die Armee und Shell in den frühen 1980er Jahren eine umfassende Umweltbereinigung unter der Aufsicht von Bundes-, Landes- und lokalen Aufsichtsbehörden. Mit der Entdeckung von Weißkopfseeadlerpopulationen (Haliaeetus leucocephalus), einer damals gefährdeten Art, setzte sich der United States Fish and Wildlife Service für den Artenschutz von Wildtieren im Gebiet ein. Dies veranlasste den Kongress dazu, den Standort 1992 als National Wildlife Refuge einzurichten. Mitte der 1990er Jahre bildete sich eine öffentlich-private Partnerschaft unter Beteiligung der Shell Oil Company, der US-Armee und dem United States Fish and Wildlife Service, die die Bereinigung des Gebiets fortführte. Nachdem die Anforderungen der Bundes- und Landesregulierung erfüllt waren, wurde das Land dem United States Fish and Wildlife Service übertragen. Das Sanierungsprogramm des Arsenals wurde 2010 abgeschlossen.

## Flora und Fauna
Etwa zwei Drittel des ca. 6,47 Hektar großen Wildparks bestehen aus Mischgras- und Kurzgras-Prärie, der Rest ist eine Mischung aus Wald, Gebüsch- und Strauchlandschaften, Seen, Bächen und Ufergebieten. Etliche früher von Menschen angelegte Einrichtungen, darunter Bewässerungsgräben, Teiche und ehemalige Gehöfte befinden sich auf dem Gelände. 2011 wurde mit der Umsetzung eines Plans zur Entfernung invasiver Pflanzenarten begonnen, die der Wiederherstellung der einheimischen Pflanzen dient.
Im Park wurden mehr als 330 Arten von Säugetieren, Vögeln, Reptilien, Amphibien und Fischen festgestellt. Die Artenzahl schwankt saisonal stark. Die Tier- und Pflanzenwelt kann per Pkw, Fahrrad oder zu Fuß erkundet werden, im Winter auch mit Schneeschuhen oder Langlaufski. Zur Fauna gehören einige gefährdete Arten, beispielsweise der Schwarzfußiltis (Mustela nigripes). Diese Art wurde im Jahr 2015 im Reservat eingeführt. Angesichts der reichhaltigen Schwarzschwanz-Präriehund-Populationen (Cynomys ludovicianus) im Gebiet, der Hauptnahrungsquelle des Schwarzfußiltisses, war es ein sehr geeigneter Ort für die Wiedereinführung.

## Jagd
In Colorado ist die Jagd zwar in vielen Gebieten zugelassen, für das Rocky Mountain Arsenal National Wildlife Refuge werden hingegen keine Lizenzen zur Jagd vergeben. Wie schon erwähnt, wurden im Rocky Mountain Arsenal früher chemische Waffen hergestellt, so dass trotz der nachfolgenden Sanierung eine Restkontaminierung des Bodens und der Gewässer nicht ausgeschlossen werden kann. Eine Aufnahme von Chemikalien durch die Tiere über die Nahrungskette wäre deshalb denkbar. Das Fangen von Fischen im Park ist von April bis November zwar erlaubt, diese eignen sich jedoch nicht zum Verzehr und sollen wieder freigelassen werden.

## Veranstaltungen und Bildungsprogramme
Im Jahr 2011 wurde im Wildpark ein Besucherzentrum eröffnet, in dem für Besucher detaillierte Informationen zur Tier- und Pflanzenwelt des Wildparks erhältlich sind. Darüber hinaus werden Jugendlichen jeden Alters das ganze Jahr über Exkursionen angeboten, um Details aus dem natürlichen Lebensraum von Wildtieren zu erfahren. Die Nähe des Parks zur Großstadt Denver erweist sich dabei als vorteilhaft. Jede Exkursion ist altersspezifisch eingeteilt und korreliert mit den Standards des Colorado-Schulsystems. In der Regel werden Exkursionen in Eigenregie im Verhältnis von einem Erwachsenen und zehn Schülern durchgeführt. Zu bestimmten Zeiten besteht auch die Möglichkeit, dass Parkranger die Gruppen führen.

## Bisonaustauschprogramme
Um die genetische Vielfalt innerhalb der Populationen des Amerikanischen Bisons (Bos bison) zu erhalten, werden regelmäßig Austauschprogramme unter Federführung des US-Innenministeriums zwischen den Wildtierparks, in denen große Bisonherden vertreten sind, durchgeführt. Beispielsweise wurden mehrere ausgewählte Bisons vom Rocky Mountain Arsenal National Wildlife Refuge zum Theodore Roosevelt National Park in North Dakota sowie zur Rosebud Sioux Reservation in South Dakota transferiert.

## Galerie
Nachfolgende Bildreihe zeigt einige Tiere aus dem Park:

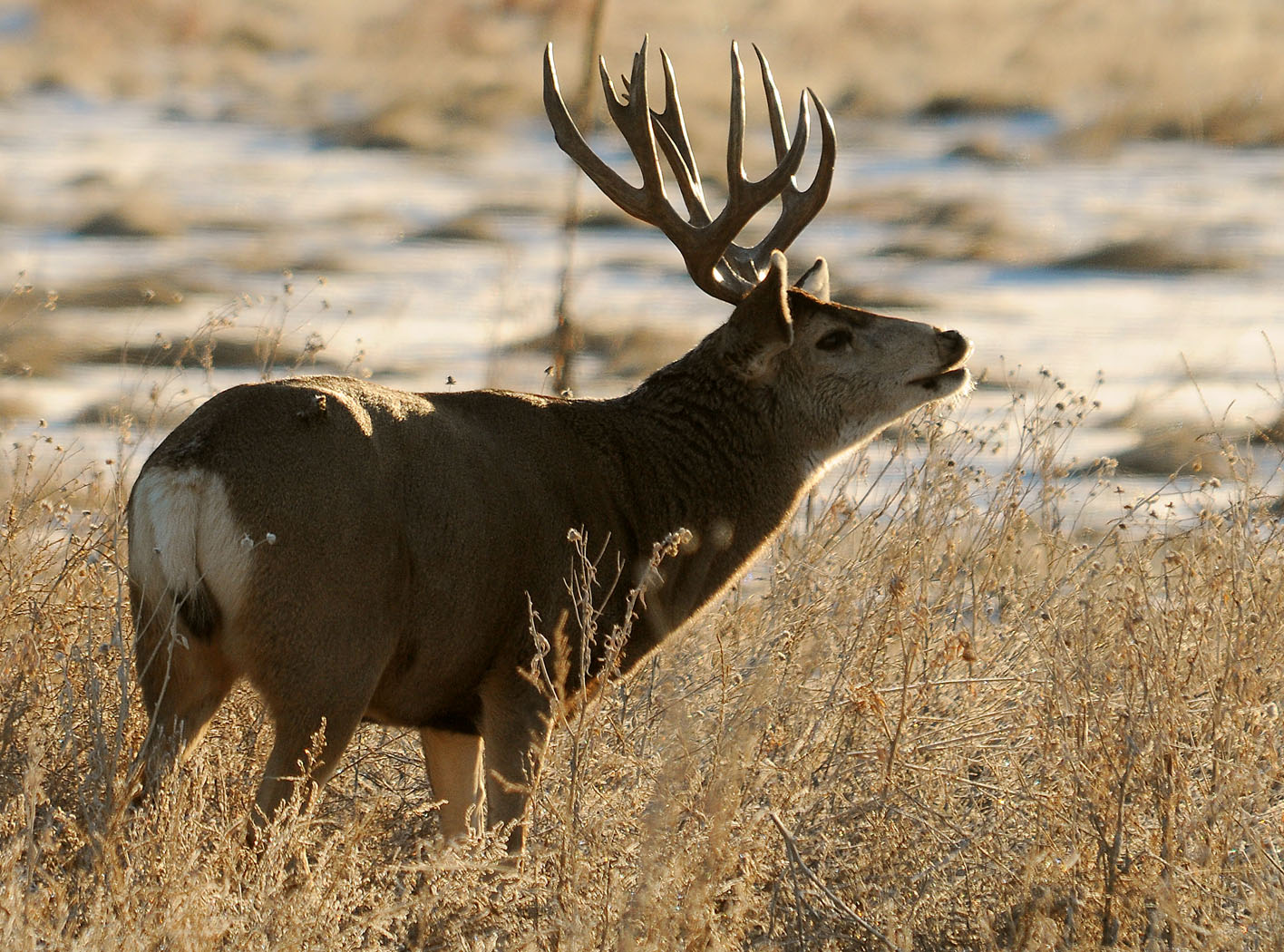
Maultierhirsch
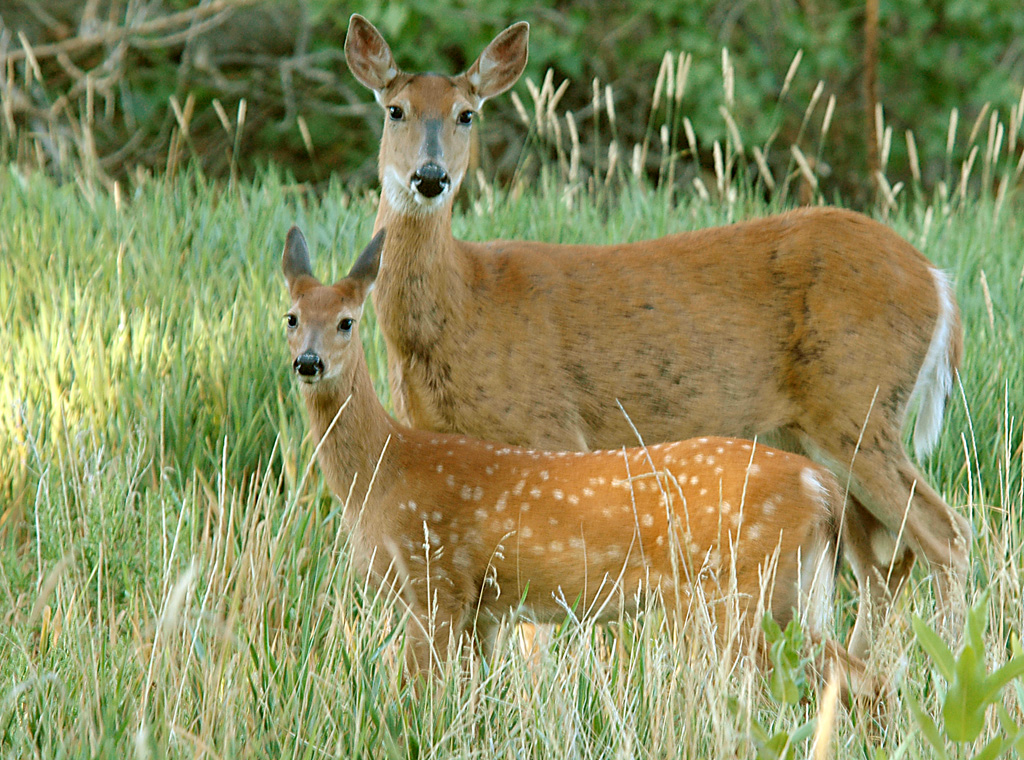
Weißwedelhirschkuh mit Kalb
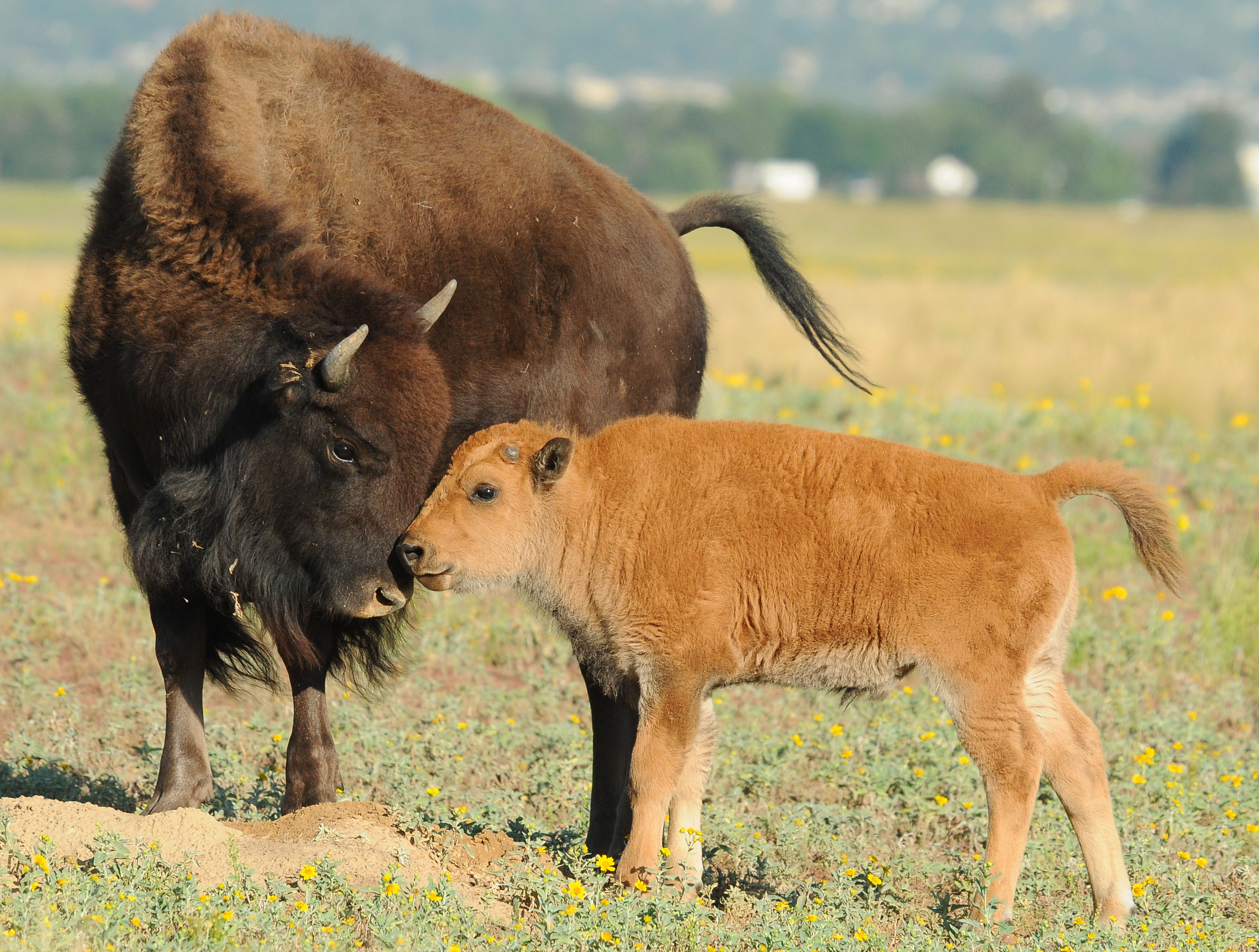
Amerikanischer Bison mit Kalb
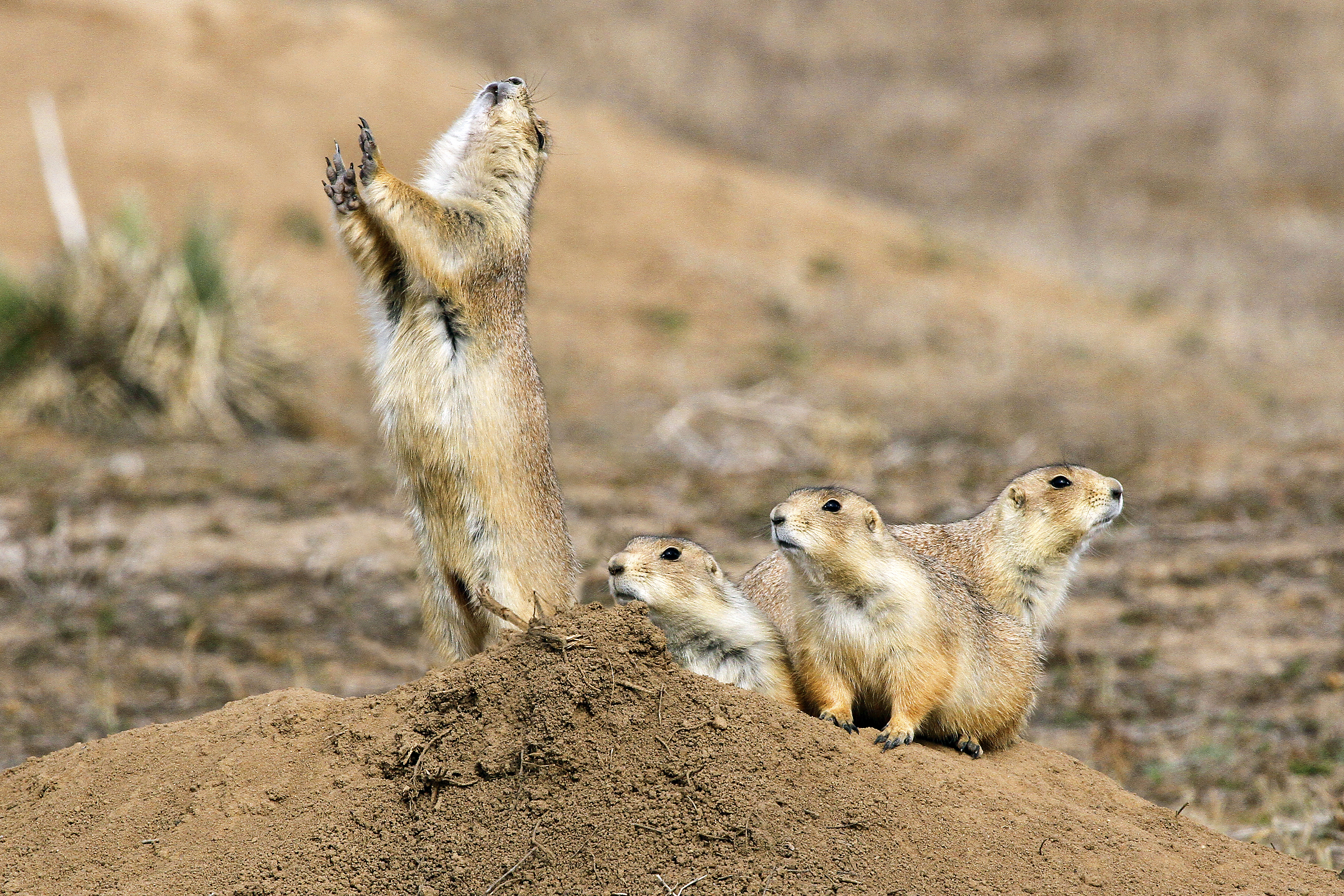
Schwarzschwanz-Präriehunde
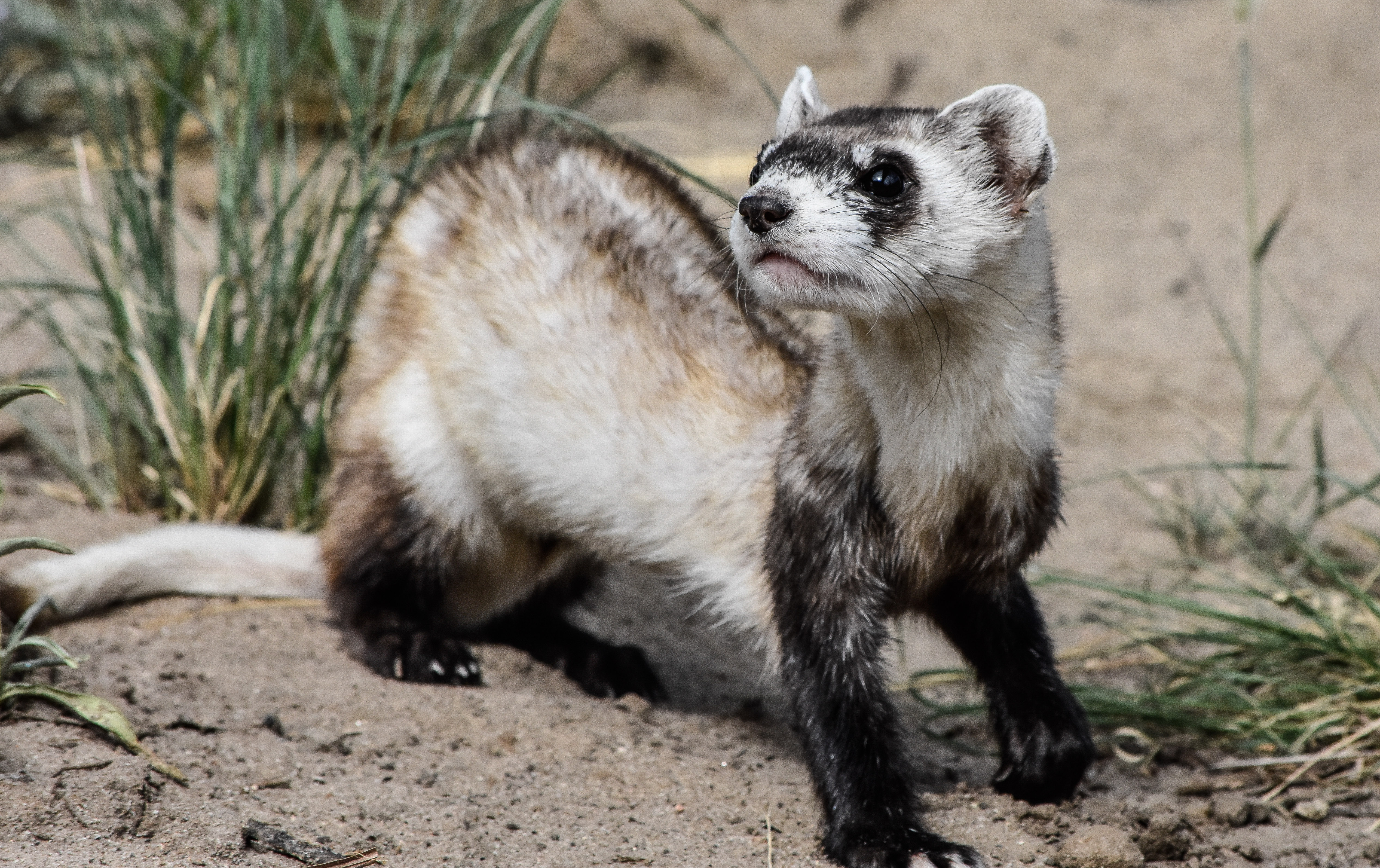
Schwarzfußiltis
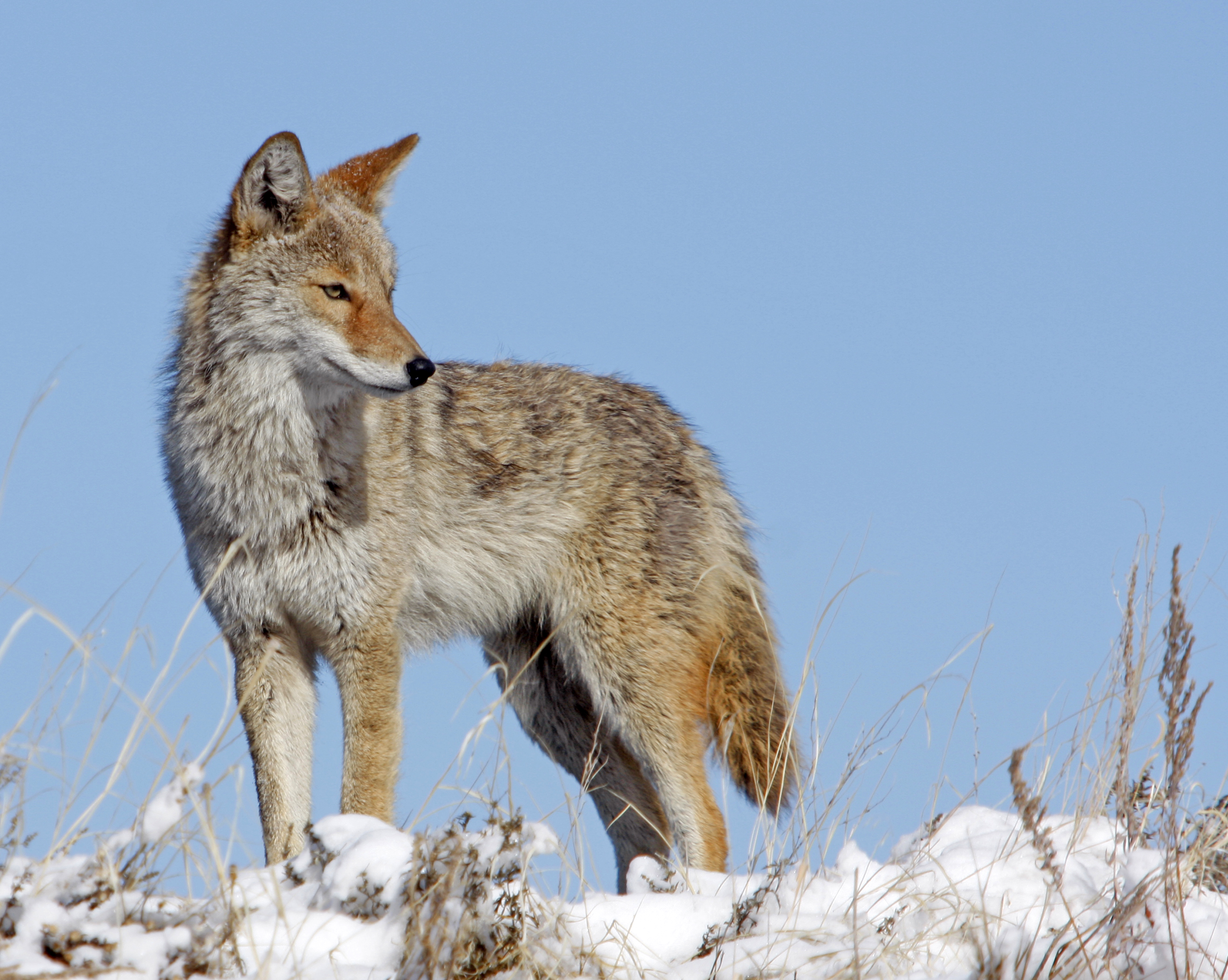
Kojote
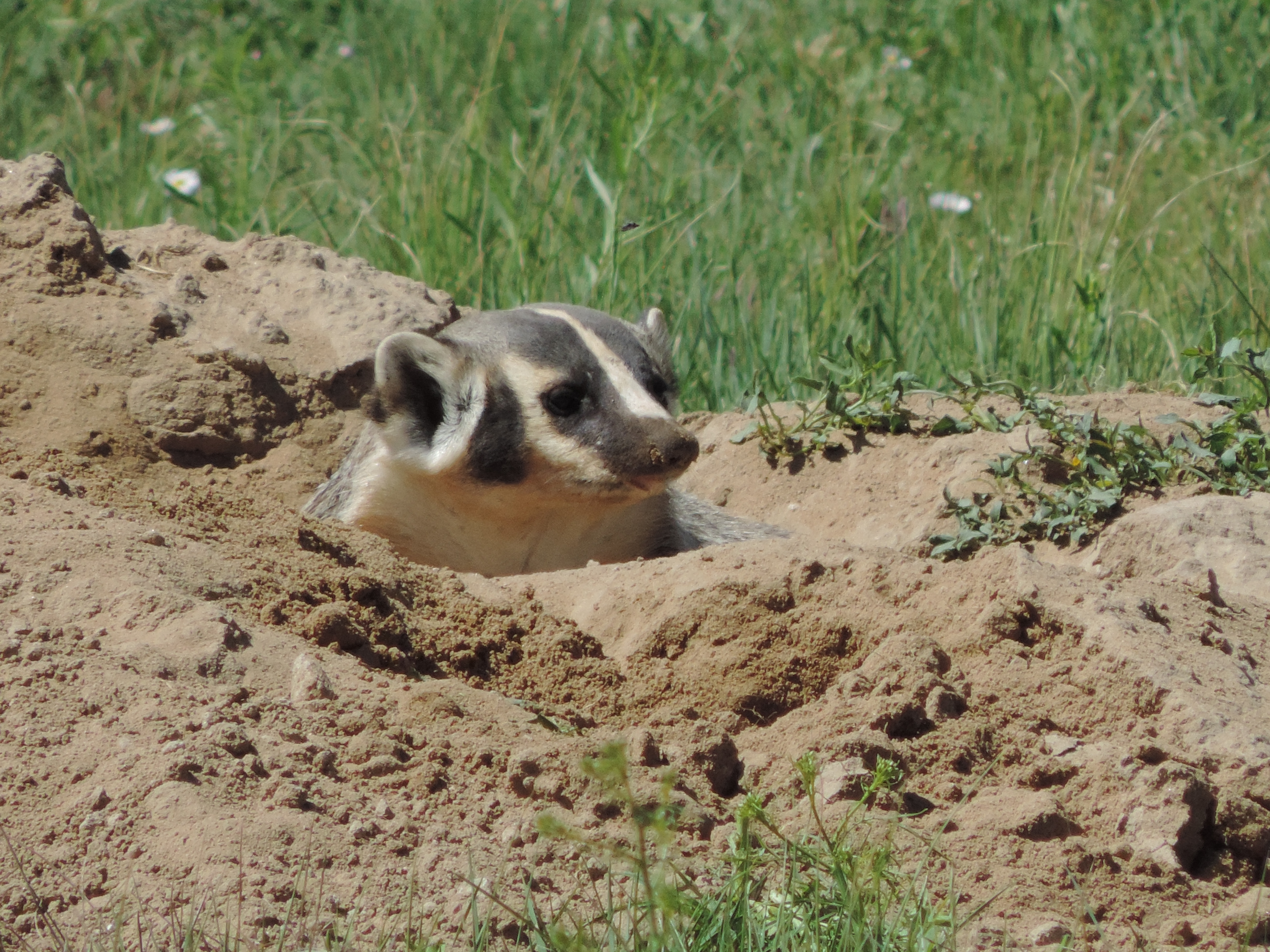
Silberdachs
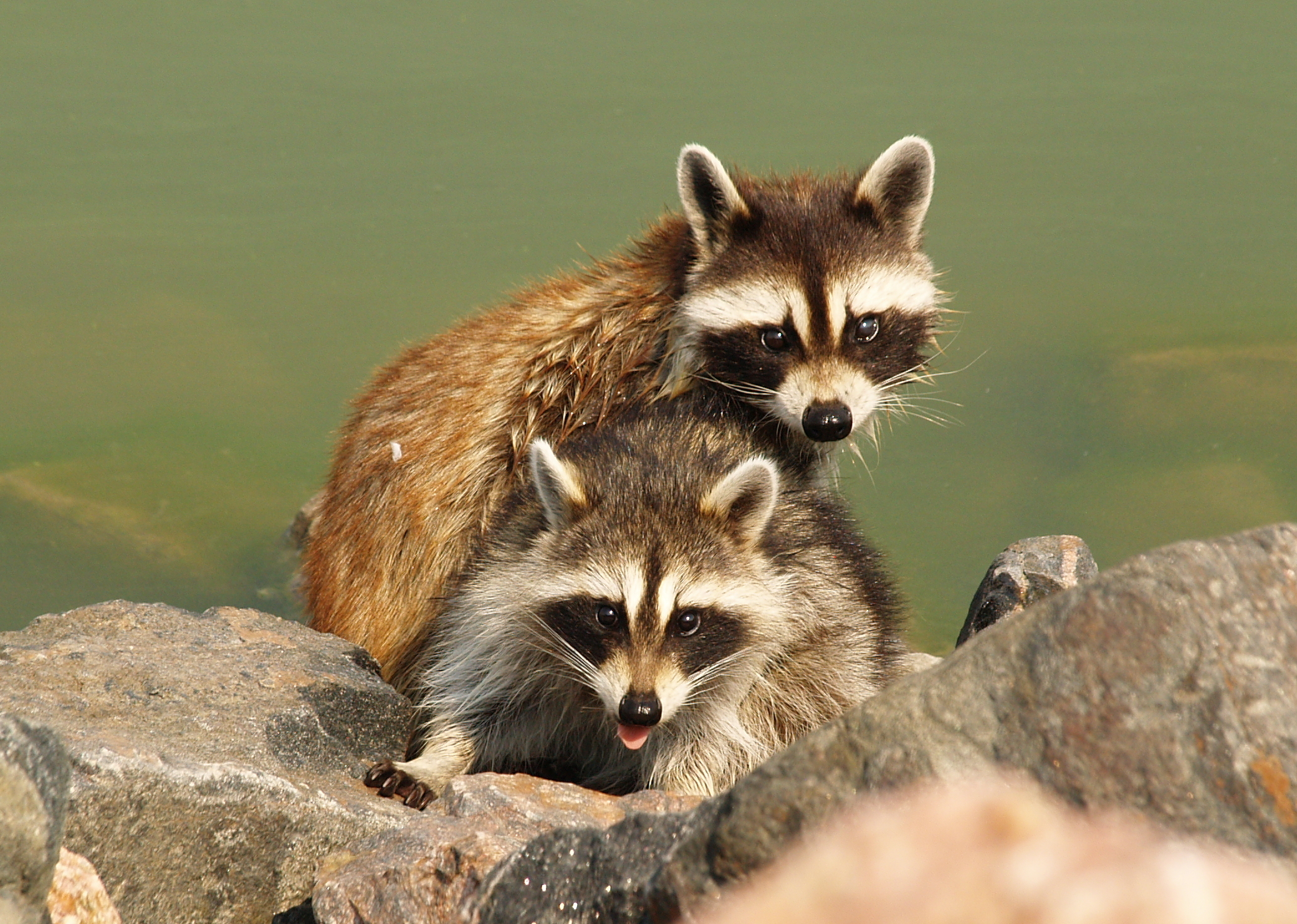
Junge Waschbären
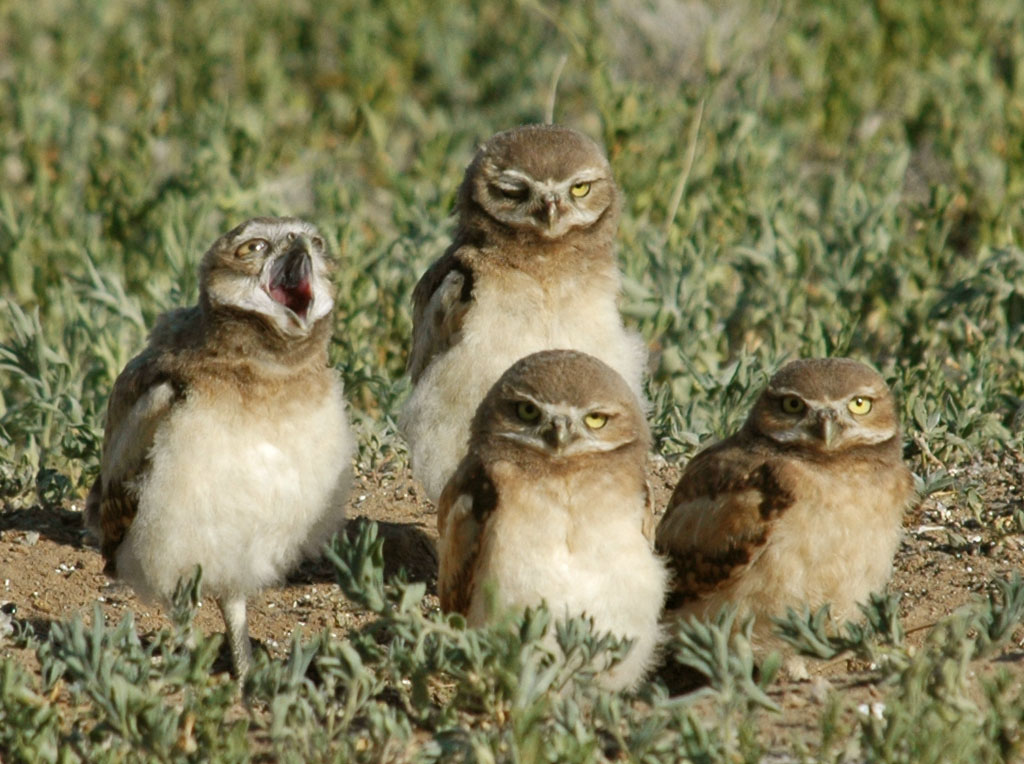
Junge Kaninchenkäuze
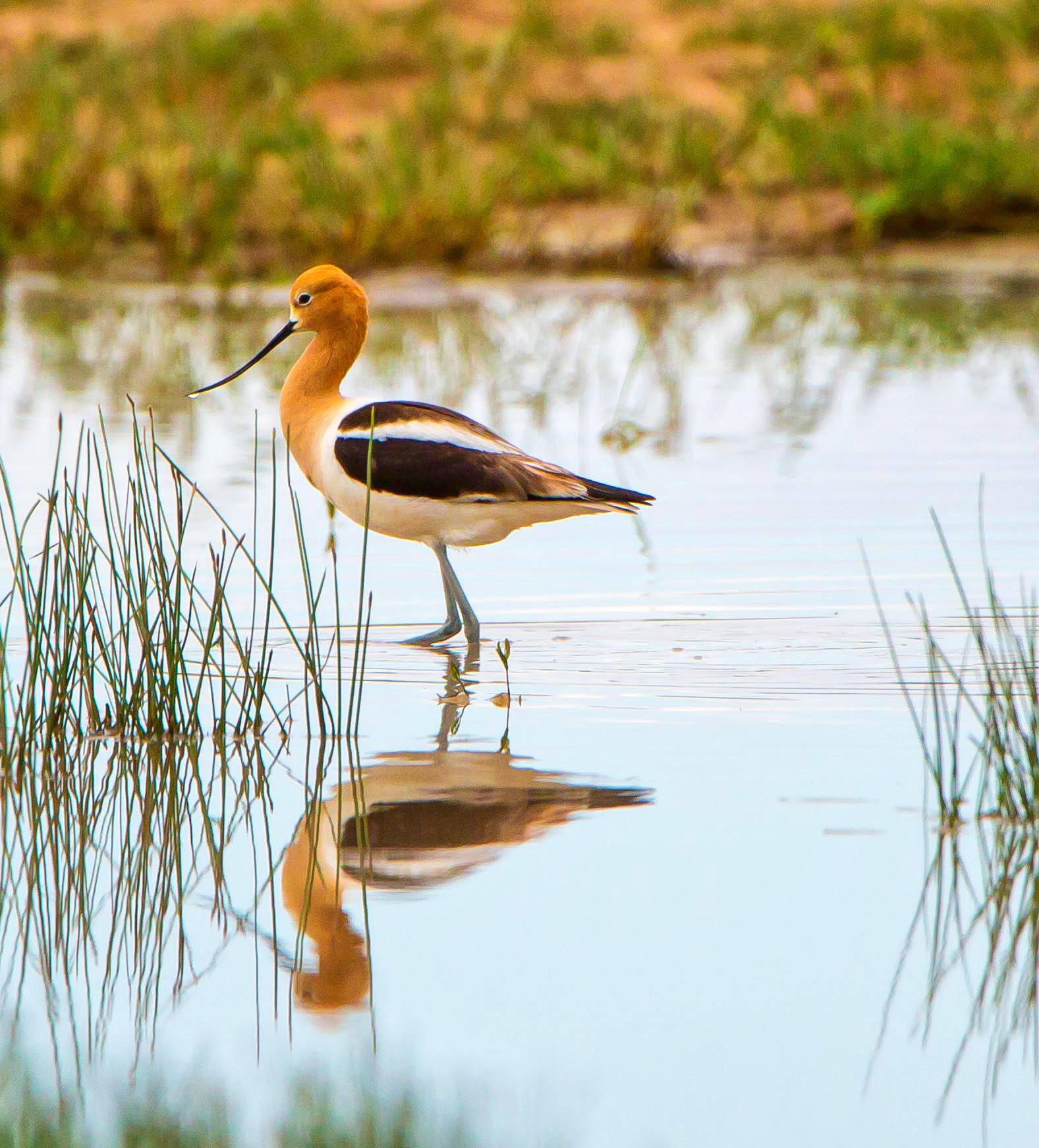
Amerikanischer Säbelschnäbler